# Ranielli José Cechinato
Ranielli José Cechinato (født 19. december 1970) er en tidligere brasiliansk fodboldspiller.